# Bahnstrecke Florenz–Livorno
| Bahnhof Livorno-San Marco |                      |                                                        |                                                        |
| Streckenlänge: | 101 km               |                                                        |                                                        |
| Spurweite: | 1435 mm (Normalspur) |                                                        |                                                        |
| Stromsystem: | 3 kV =               |                                                        |                                                        |
| |                      |                                                        |                                                        |
| \| \| 0,000 \| Firenze Santa Maria Novella \| Firenze Santa Maria Novella \| \| \| \| nach Rom (LL und DD) und Faenza \| \| \| \| 2,767 \| Firenze Rifredi \| Firenze Rifredi \| \| \| \| nach Bologna und Lucca \| \| \| \| \| IDP Firenze Osmannoro \| \| \| \| 0,000 \| FI Porta al Prato (2008–2024)[1] /Leopolda (bis 1860) \| FI Porta al Prato (2008–2024)[1] /Leopolda (bis 1860) \| \| \| \| OGR Firenze Porta al Prato \| \| \| \| \| \| \| \| \| 7,3813,701 \| PM Firenze Cascine \| PM Firenze Cascine \| \| \| 9,356 \| Le Piagge (seit 2004) \| Le Piagge (seit 2004) \| \| \| \| Autostrada A1 – Europastraße 35 \| \| \| \| 11,978 \| San Donnino Badia (seit 2008) \| San Donnino Badia (seit 2008) \| \| \| 13,0100,000 \| Bivio/PC Renai neue Strecke (seit 2006) \| Bivio/PC Renai neue Strecke (seit 2006) \| \| \| \| \| \| \| \| \| Arno \| \| \| \| 2,980 \| Lastra a Signa (seit 2006) \| Lastra a Signa (seit 2006) \| \| \| 15,926 \| Signa (bis 1934) \| Signa (bis 1934) \| \| \| 16,204 \| Signa (seit 1934) \| Signa (seit 1934) \| \| \| \| Carmignano (seit 2002)[2] \| \| \| \| \| Arno \| \| \| \| 25,8919,644 \| Bivio/PC Samminiatello \| Bivio/PC Samminiatello \| \| \| 27,568 \| Montelupo-Capraia \| Montelupo-Capraia \| \| \| 33,787 \| Empoli \| Empoli \| \| \| \| nach Siena \| \| \| \| \| Elsa \| \| \| \| 43,400 \| San Miniato-Fucecchio \| San Miniato-Fucecchio \| \| \| 49,320 \| San Romano-Montopoli-Santa Croce \| San Romano-Montopoli-Santa Croce \| \| \| 57,000 \| La Rotta (bis 2002)[2] \| La Rotta (bis 2002)[2] \| \| \| \| Era \| \| \| \| \| Pontedera (1846 bis 1928) \| \| \| \| 61,426 \| Pontedera-Casciana Terme \| Pontedera-Casciana Terme \| \| \| \| nach Lucca (bis 1944) \| \| \| \| 68,316 \| Cascina \| Cascina \| \| \| 70,671 \| San Frediano a Settimo (seit 1896)[3] \| San Frediano a Settimo (seit 1896)[3] \| \| \| 73,203 \| Navacchio \| Navacchio \| \| \| \| nach Vada \| \| \| \| 80,8480,000 \| Pisa Centrale 4 m s.l.m. \| Pisa Centrale 4 m s.l.m. \| \| \| \| nach Lucca und nach Genua \| \| \| \| 82,923 \| nach Pisa Aeroporto (bis 2013) \| nach Pisa Aeroporto (bis 2013) \| \| \| 86,635 \| Mortellini (1941 bis 1952) \| Mortellini (1941 bis 1952) \| \| \| 86,9427,666 \| Bivio Mortellini nach Pisa (über „Collodoca“) \| Bivio Mortellini nach Pisa (über „Collodoca“) \| \| \| \| Autostrada A12 – Europastraße 80 \| \| \| \| 87,931 \| La Sofina (bis 1941) \| La Sofina (bis 1941) \| \| \| 90,452 \| Tombolo 4 m s.l.m. \| Tombolo 4 m s.l.m. \| \| \| \| Navicelli-Kanal \| \| \| \| \| \| \| \| \| \| Bahnstrecke Pisa-Tirrenia-Livorno (Brücke abgebrochen) \| \| \| \| \| nach PM Livorno Darsena (seit 2016)[4] \| \| \| \| \| nach Collesalvetti \| \| \| \| 96,09431,459 \| Livorno Calambrone \| Livorno Calambrone \| \| \| \| Variante Tirrenica (seit 1910) \| \| \| \| \| \| \| \| \| \| Livorno San Marco/DL Livorno Centrale (bis 1927) \| \| \| \| (27,766) \| Livorno Porto Vecchio / Livorno Centrale \| 14 m s.l.m. \| \| \| \| nach Rom \| \| |                      |                                                        |                                                        |
| Kopfbahnhof Streckenanfang | 0,000                | Firenze Santa Maria Novella                            | Firenze Santa Maria Novella                            |
| Abzweig geradeaus, nach rechts und von rechts |                      | nach Rom (LL und DD) und Faenza                        | nach Rom (LL und DD) und Faenza                        |
| Bahnhof | 2,767                | Firenze Rifredi                                        | Firenze Rifredi                                        |
| Abzweig geradeaus, nach rechts und von rechts |                      | nach Bologna und Lucca                                 | nach Bologna und Lucca                                 |
| Betriebs-/Güterbahnhof Streckenanfang und quer · Abzweig geradeaus und nach rechts |                      | IDP Firenze Osmannoro                                  | IDP Firenze Osmannoro                                  |
| Strecke Tunnelanfang · Kopfbahnhof Streckenanfang | 0,000                | FI Porta al Prato (2008–2024) /Leopolda (bis 1860)     | FI Porta al Prato (2008–2024) /Leopolda (bis 1860)     |
| Strecke · Dienststation / Betriebs- oder Güterbahnhof |                      | OGR Firenze Porta al Prato                             | OGR Firenze Porta al Prato                             |
| |                      |                                                        |                                                        |
| Dienststation / Betriebs- oder Güterbahnhof | 7,3813,701           | PM Firenze Cascine                                     | PM Firenze Cascine                                     |
| Haltepunkt / Haltestelle | 9,356                | Le Piagge (seit 2004)                                  | Le Piagge (seit 2004)                                  |
| Strecke mit Straßenbrücke |                      | Autostrada A1 – Europastraße 35                        | Autostrada A1 – Europastraße 35                        |
| Haltepunkt / Haltestelle | 11,978               | San Donnino Badia (seit 2008)                          | San Donnino Badia (seit 2008)                          |
| | 13,0100,000          | Bivio/PC Renai neue Strecke (seit 2006)                | Bivio/PC Renai neue Strecke (seit 2006)                |
| Strecke nach links · Kreuzung geradeaus unten · Strecke von rechts |                      |                                                        |                                                        |
| Strecke · Brücke über Wasserlauf |                      | Arno                                                   | Arno                                                   |
| Strecke · Haltepunkt / Haltestelle | 2,980                | Lastra a Signa (seit 2006)                             | Lastra a Signa (seit 2006)                             |
| Haltepunkt / Haltestelle, ehemals Bahnhof · Tunnelanfang | 15,926               | Signa (bis 1934)                                       | Signa (bis 1934)                                       |
| ehemaliger Bahnhof · Strecke (im Tunnel) | 16,204               | Signa (seit 1934)                                      | Signa (seit 1934)                                      |
| Haltepunkt / Haltestelle, ehemals Bahnhof · Strecke (im Tunnel) |                      | Carmignano (seit 2002)                                 | Carmignano (seit 2002)                                 |
| Brücke über Wasserlauf · Tunnelende |                      | Arno                                                   | Arno                                                   |
| | 25,8919,644          | Bivio/PC Samminiatello                                 | Bivio/PC Samminiatello                                 |
| Haltepunkt / Haltestelle | 27,568               | Montelupo-Capraia                                      | Montelupo-Capraia                                      |
| Bahnhof | 33,787               | Empoli                                                 | Empoli                                                 |
| Abzweig geradeaus und nach links |                      | nach Siena                                             | nach Siena                                             |
| Brücke über Wasserlauf |                      | Elsa                                                   | Elsa                                                   |
| Haltepunkt / Haltestelle | 43,400               | San Miniato-Fucecchio                                  | San Miniato-Fucecchio                                  |
| Bahnhof | 49,320               | San Romano-Montopoli-Santa Croce                       | San Romano-Montopoli-Santa Croce                       |
| ehemaliger Haltepunkt / Haltestelle | 57,000               | La Rotta (bis 2002)                                    | La Rotta (bis 2002)                                    |
| Brücke über Wasserlauf |                      | Era                                                    | Era                                                    |
| ehemaliger Bahnhof |                      | Pontedera (1846 bis 1928)                              | Pontedera (1846 bis 1928)                              |
| Bahnhof | 61,426               | Pontedera-Casciana Terme                               | Pontedera-Casciana Terme                               |
| Abzweig geradeaus und ehemals nach rechts |                      | nach Lucca (bis 1944)                                  | nach Lucca (bis 1944)                                  |
| Bahnhof | 68,316               | Cascina                                                | Cascina                                                |
| Haltepunkt / Haltestelle | 70,671               | San Frediano a Settimo (seit 1896)                     | San Frediano a Settimo (seit 1896)                     |
| Bahnhof | 73,203               | Navacchio                                              | Navacchio                                              |
| Abzweig geradeaus und von links · Abzweig quer und von rechts |                      | nach Vada                                              | nach Vada                                              |
| Strecke | 80,8480,000          | Pisa Centrale 4 m s.l.m.                               | Pisa Centrale 4 m s.l.m.                               |
| Abzweig geradeaus, nach rechts und von rechts · Strecke |                      | nach Lucca und nach Genua                              | nach Lucca und nach Genua                              |
| Abzweig geradeaus und ehemals nach links · Kopfbahnhof Streckenende und quer · Strecke | 82,923               | nach Pisa Aeroporto (bis 2013)                         | nach Pisa Aeroporto (bis 2013)                         |
| Strecke | 86,635               | Mortellini (1941 bis 1952)                             | Mortellini (1941 bis 1952)                             |
| | 86,9427,666          | Bivio Mortellini nach Pisa (über „Collodoca“)          | Bivio Mortellini nach Pisa (über „Collodoca“)          |
| Strecke mit Straßenbrücke |                      | Autostrada A12 – Europastraße 80                       | Autostrada A12 – Europastraße 80                       |
| ehemaliger Haltepunkt / Haltestelle | 87,931               | La Sofina (bis 1941)                                   | La Sofina (bis 1941)                                   |
| Dienststation / Betriebs- oder Güterbahnhof | 90,452               | Tombolo 4 m s.l.m.                                     | Tombolo 4 m s.l.m.                                     |
| Brücke über Wasserlauf |                      | Navicelli-Kanal                                        | Navicelli-Kanal                                        |
| |                      |                                                        |                                                        |
| Kreuzung geradeaus unten |                      | Bahnstrecke Pisa-Tirrenia-Livorno (Brücke abgebrochen) | Bahnstrecke Pisa-Tirrenia-Livorno (Brücke abgebrochen) |
| Strecke nach rechts und nach rechts |                      | nach PM Livorno Darsena (seit 2016)                    | nach PM Livorno Darsena (seit 2016)                    |
| Abzweig geradeaus und von links |                      | nach Collesalvetti                                     | nach Collesalvetti                                     |
| Dienststation / Betriebs- oder Güterbahnhof | 96,09431,459         | Livorno Calambrone                                     | Livorno Calambrone                                     |
| Abzweig geradeaus, nach links und ehemals von links · Strecke von rechts |                      | Variante Tirrenica (seit 1910)                         | Variante Tirrenica (seit 1910)                         |
| Abzweig ehemals geradeaus und nach halbrechts · Strecke |                      |                                                        |                                                        |
| Strecke von halblinks · Kopfbahnhof Streckenende (Strecke außer Betrieb) · Dienststation / Betriebs- oder Güterbahnhof |                      | Livorno San Marco/DL Livorno Centrale (bis 1927)       | Livorno San Marco/DL Livorno Centrale (bis 1927)       |
| Betriebs-/Güterbahnhof Streckenende | (27,766)             | Livorno Porto Vecchio / Livorno Centrale               | 14 m s.l.m.                                            |
| |                      | nach Rom                                               |                                                        |

Die Bahnstrecke Florenz–Livorno (in Italien bekannt als Ferrovia Leopolda ‚Leopolda-Eisenbahn‘) ist eine Eisenbahnstrecke in der Toskana, die die Städte Florenz, Pisa und Livorno über Empoli, San Miniato und Pontedera miteinander verbindet.
Die Eisenbahninfrastruktur und -anlagen werden von der Rete Ferroviaria Italiana verwaltet, was sie zu einer Schlüsselstrecke macht.
Sie ist eine der ältesten Eisenbahnen Italiens. Der erste Abschnitt Pontedera-Empoli war die 6.
Eisenbahnlinie, die eröffnet wurde, und die drittälteste, die gebaut wurde.

## Geschichte

### Das Projekt
Nach dem Tod Ferdinands III. wurde sein Sohn Leopold II. 1824 Großherzog der Toskana. Leopold II. trat in die Fußstapfen seines Vaters, war liberalen Ideen gegenüber tolerant und stand der Entwicklung großer öffentlicher Bauvorhaben, technischer Innovationen und privater Initiativen positiv gegenüber. So stimmte der Großherzog dem Bau einer Eisenbahn zu, die die Hauptstadt des Großherzogtums, Florenz, mit dem wichtigen Hafen von Livorno verbinden sollte.

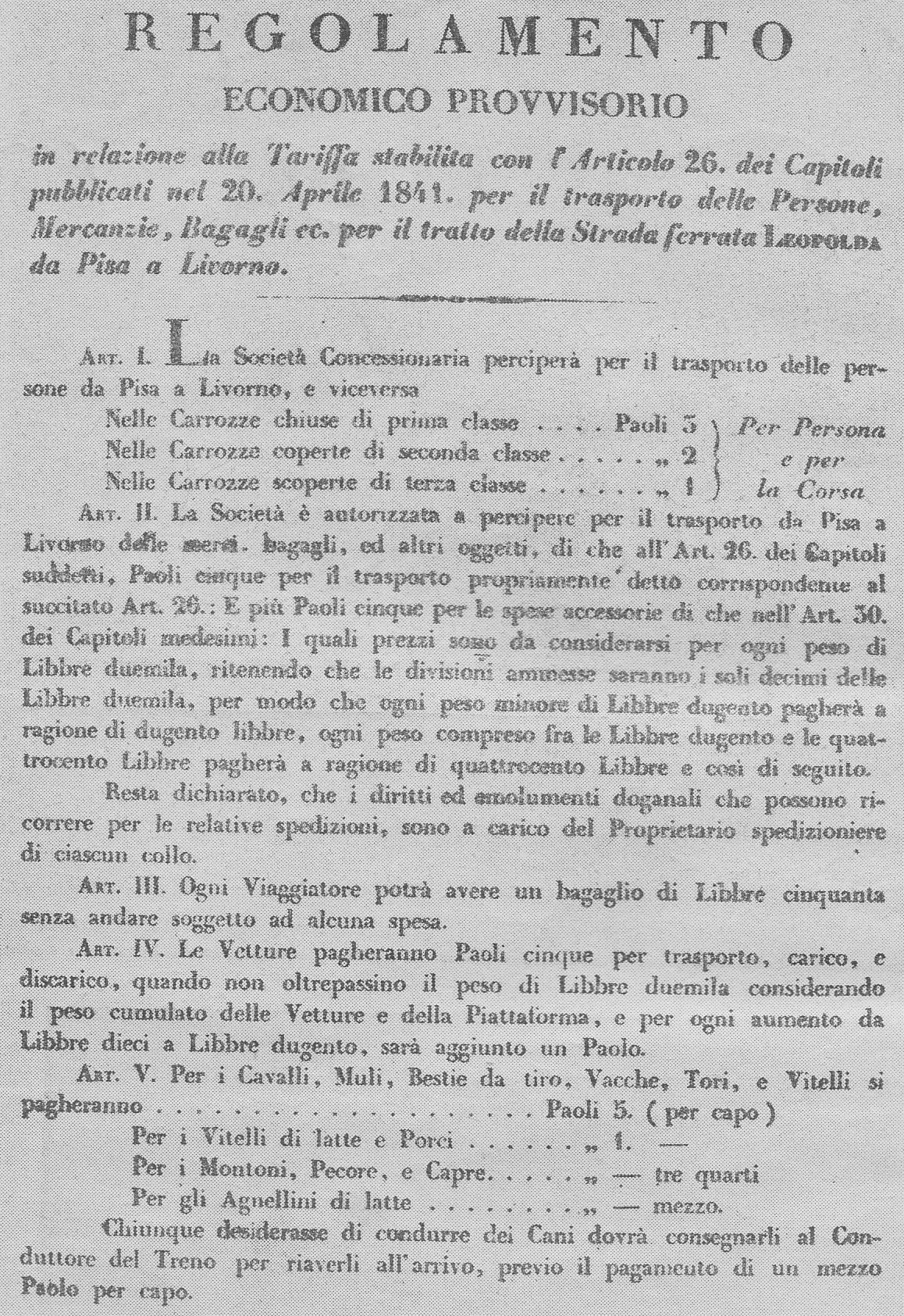
Die erste Eisenbahnverordnung

Diese Initiativen wurden im März 1838 dank der finanziellen Unterstützung der Bankiers Pietro Senn aus Livorno und Emanuele Fenzi aus Florenz in die Tat umgesetzt. In nur 40 Tagen sammelten die beiden Bankiers die für die Zeichnung des Kapitals erforderlichen Anteile. Daraufhin wurde eine neunköpfige technische Kommission unter dem Vorsitz des Grafen Luigi Serristori eingesetzt, die das Projekt ausarbeiten sollte. Am 5. Juli waren zwei Strecken ausgearbeitet, die den genauen kommerziellen Anforderungen entsprachen und dem englischen Ingenieur Robert Stephenson, Sohn des Eisenbahnpioniers George Stephenson, vorgelegt wurden. Im August 1838 reisten Orazio Hall, der Schwager von Fenzis Frau, und Agostino Kotzian, der ehemalige Präsident der Handelskammer von Livorno, persönlich nach London, um den Ingenieur für das Projekt zu gewinnen; Stephenson willigte ein und wurde mit der Ausarbeitung des Projekts beauftragt.
Nach Abschluss der entsprechenden Studien gab Stephenson der Strecke entlang des Arnotals den Vorzug und legte am 30. April 1839 das endgültige Projekt vor. Am 25. Februar 1840 genehmigte Großherzog Leopold II. das Projekt. Am 7. Juni 1841 fand die erste Sitzung der neu gegründeten Società Anonima per la Strada Ferrata Leopolda statt, bei welcher der Vorstand gewählt wurde. Die baureife Strecke erhielt zu Ehren des Herrschers den Namen „Ferrovia Leopolda“.

### Der Bau
Die ersten Gleise wurden in der Nähe des Hafens von Livorno verlegt, da die Verbindung mit dem Hafen von Livorno von Anfang an rentabel sein sollte und das Material per Schiff aus England nach Livorno kam. Am 27. Januar 1844 fanden die ersten Probefahrten mit zwei Zügen statt: Der erste, bestehend aus einer Lokomotive und einem Wagen erster Klasse, beförderte etwa zwanzig Personen in einer Viertelstunde von Pisa nach Livorno, während der zweite, bestehend aus drei Wagen, über zweihundert Personen beförderte und die gleiche Strecke in 17 Minuten zurücklegte. Die offizielle Eröffnung der ersten 12,3 km langen Strecke zwischen Pisa und Livorno fand am 13. März 1844 statt. In Anwesenheit der Behörden segnete der Erzbischof von Pisa den Bahnhof, und um 13:30 Uhr ertönte unter den Klängen von Musikkapellen das Signal zur Abfahrt. Durch zwei Reihen jubelnder Menschen fuhr ein erster Konvoi von fünf Waggons ab, von denen vier der ersten Klasse angehörten, in denen dieselben Behörden saßen, die die Einweihungsfeierlichkeiten geleitet hatten, sowie Ingenieur Hoppner, der Erbauer der Strecke. In 22 Minuten erreichte der Zug Livorno, wo er von einer ebenso großen Menschenmenge begrüßt wurde. Kurze Zeit später fuhren ein zweiter Zug mit acht Wagen zweiter Klasse und ein dritter Zug mit acht Wagen dritter Klasse von Pisa ab. Auch der Bahnhof von Livorno erhielt einen pastoralen Segen. Schließlich kehrten die drei Züge nach Pisa zurück. Am folgenden Tag wurde die Strecke für den Verkehr freigegeben.
Der Erfolg der Bahn, sowohl was den Güter- als auch den Personenverkehr betraf, war so überwältigend, dass er die Eigentümergesellschaft überzeugte, den Bau zu beschleunigen. Am 19. Oktober 1845 wurde Pontedera erreicht, wodurch sich die Strecke um 19,4 km verlängerte. Am 20. Juni 1847 wurde Empoli erreicht, wodurch sich die Strecke um weitere 26,8 km verlängerte, und am 12. Juni 1848 wurde die gesamte 97 km lange Strecke vom Bahnhof Livorno San Marco bis zum Bahnhof Leopolda vor den Mauern von Florenz in Porta al Prato dem Verkehr übergeben.
Der Bau der Eisenbahn brachte den an der Strecke liegenden Gebieten große wirtschaftliche und soziale Vorteile, wurde aber in Montelupo Fiorentino von den örtlichen Barrocciai blutig bekämpft, die ihre Tätigkeit gefährdet sahen, die darin bestand, die mit Waren aus Pisa und Livorno beladenen Flusskähne auf dem Arno zu entladen und die Waren dann nach Florenz zu bringen. Zur gleichen Zeit wurden in der Gegend von Navacchio, unweit von Pisa, Schiffer, die Waren auf dem Fluss in die Hauptstadt des Großherzogtums transportierten, zu Protagonisten von Sabotageakten gegen die Eisenbahnlinie.

### Betrieb

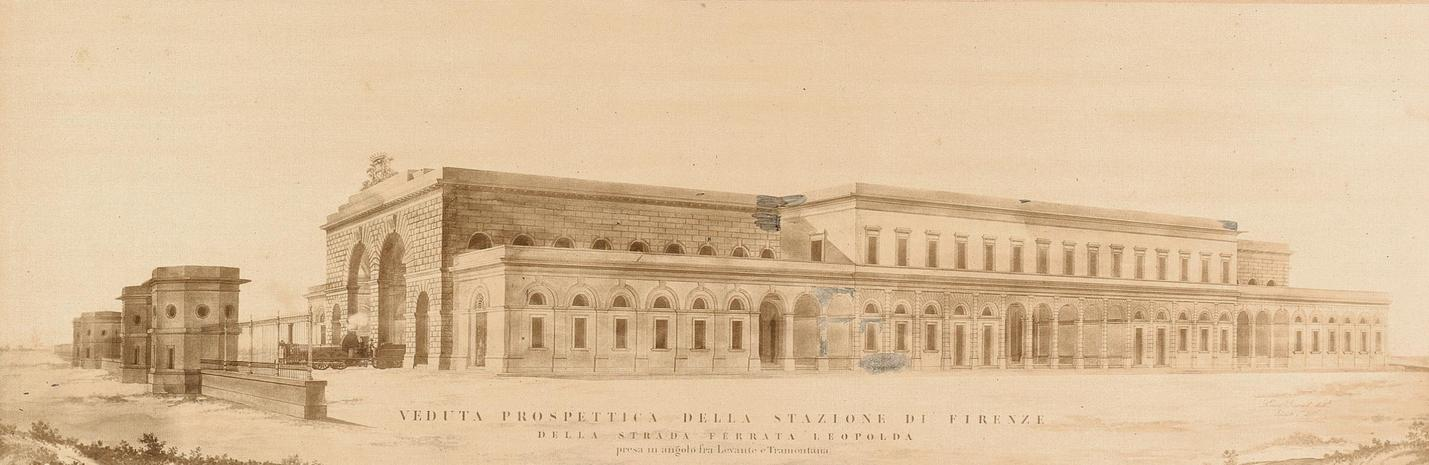
Bahnhof Leopolda um 1850

Ursprünglich eingleisig gebaut, wurde die gesamte Strecke im Frühjahr 1850 zweigleisig ausgebaut, während der Bahnhof Livorno Marittima 1858 eröffnet wurde. Der Bahnhof Leopolda in Florenz hatte, zumindest was den Personenverkehr betraf, nur kurze Zeit Bestand: Der 1848 eröffnete Bahnhof Maria Antonia (später umbenannt in Firenze Santa Maria Novella), der näher am historischen Zentrum von Florenz lag, war für die Strecke Florenz-Pistoia-Lucca vorgesehen, wurde aber am 24. April 1860 an die Leopolda-Bahn angeschlossen. Die Endstation der Leopolda-Bahn war somit der Bahnhof Maria Antonia, während der Bahnhof Leopolda zunächst als Güterbahnhof und später als Depot für die Fahrzeuge genutzt wurde, bis er 1993 endgültig stillgelegt wurde. Die Trasse der Verbindung zwischen der Leopolda-Bahn und dem Bahnhof Maria Antonia wurde in den 1930er Jahren an den Stadtrand von Florenz verlegt, aber der ursprüngliche Verlauf ist auf dem Stadtplan noch zu erkennen: Die alte Bahnlinie verlief durch die heutige Via delle Ghiacciaie, Via Benedetto Marcello und Via Giovanni Paisiello.
Der Hauptbahnhof von Pisa (auch „Stazione Leopolda“ genannt) wurde 1871 durch den Bahnhof Pisa Centrale ersetzt. Der ursprüngliche Bahnhof, der zunächst als Güterbahnhof diente und 1929 aufgegeben wurde, hatte den Nachteil eines Kopfbahnhofs, so dass die Züge der Strecke Florenz-Livorno rückwärts fahren mussten. Später, mit dem Bau der Ferrovia Tirrenica und der Eröffnung des Bahnhofs Livorno Centrale im Jahr 1910, verlor auch der Bahnhof Livorno San Marco seine Bedeutung und wurde für den Personenverkehr geschlossen; er wurde bis 1994 als Güterbahnhof genutzt und Anfang der 2000er Jahre stillgelegt.
Mit Ausnahme der Arbeiten in den Bahnhöfen von Florenz, Pisa und Livorno blieb die Strecke im Wesentlichen unverändert, bis 2006 der Bahnhof Lastra a Signa mit seiner ca. 9,5 km langen Gleisvariante eröffnet wurde, die sich nach dem Bahnhof Montelupo-Capraia in Richtung Florenz von der Strecke trennt, um in einen langen Tunnel zu münden und kurz vor dem Bahnhof San Donnino wieder auf die ursprüngliche Strecke zu stoßen. Die Arbeiten, deren Bau bereits 1995 ins Auge gefasst worden war, erwiesen sich als notwendig, um einen Teil des Verkehrs auf der Strecke umzuleiten und einen besonders kurvenreichen Abschnitt des Arnotals bei Gonfolina zu umgehen.

### Zukünftige Projekte
Die Strecke ist in verschiedene Ausbauprojekte eingebunden, wie die Beschleunigung des Abschnitts zwischen den Bahnhöfen Empoli und Montelupo-Capraia, die Modernisierung des Bahnhofs Empoli und den Bau einer neuen Haltestelle in Firenze Guidoni. Ein Projekt zum viergleisigen Ausbau der Strecke zwischen Florenz und Pisa wird derzeit geprüft.

## Eigenschaften
Die Strecke ist in Normalspur gebaut, komplett zweigleisig, mit 3000 V Gleichstrom elektrifiziert und mit SCMT, RSC und BAcc ausgerüstet. Außerdem können die Züge auf dem rechten Gleis fahren (was sonst verboten wäre), da sie mit Signalanlagen der ersten Kategorie ausgestattet sind. Sie verkehrt von Livorno nach Empoli mit SCC-Fernsteuerung mit DCO in Pisa und von Empoli nach Florenz mit CTC-Fernsteuerung mit DCO in Firenze Campo di Marte.

## Verkehr
Der Personenverkehr wird von Trenitalia abgewickelt, die seit dem 1. Februar 2009 einen Nahverkehrsservice eingerichtet hat, der die Bahnhöfe Empoli und Firenze Porta al Prato miteinander verbindet. Diese Linie nutzte die Zweigstrecke zwischen Firenze Cascine und Porta al Prato, die aus zwei Gleisen des ehemaligen Bahnhofs Leopolda bestand und mit Mittel- und Kurzstreckenfahrzeugen wie ALe 501-502 und ETR 324/425 betrieben wurde. Ab 2022 wurde der Betrieb eingestellt, um den Bau der zukünftigen Straßenbahnlinie zu ermöglichen, und die Strecke wurde zum Bahnhof Firenze Castello verlegt, wobei weiterhin Mittel- und Kurzstreckenfahrzeuge wie ETR 324/425 und ETR 103/104 eingesetzt wurden.
Bis 2013 verband ein kurzer Schienenstrang den Bahnhof Pisa Centrale mit dem Flughafen Pisa-San Giusto. Täglich verkehrten Regionalzüge von Pisa Centrale und einige wenige Garnituren von und nach Firenze Santa Maria Novella. Im Jahr 2013 wurde die Verbindung eingestellt, abgebaut und durch den Pisa Mover ersetzt, eine von der Firma Leitner gebaute Standseilbahn, die auf der Trasse der ehemaligen Stichstrecke verläuft und schnelle Verbindungen zwischen dem Flughafen Pisa-Galileo Galilei, dem entsprechenden Pendlerparkplatz und dem Bahnhof Pisa Centrale gewährleistet.
Nach dem Fahrplan vom 1. Mai 1911 erreichte der Zug, der Livorno um 7.31 Uhr verließ, Florenz um 9.20 Uhr, nachdem er in Pisa, Pontedera und Empoli gehalten hatte, wo er auf den Anschluss nach Siena wartete. Nach dem Sommerfahrplan 2007 erreicht der Regionalzug, der Livorno um 7.30 Uhr verlässt, Florenz nach sechs Haltestellen um 9.03 Uhr. Die höhere Reisegeschwindigkeit, welche die modernen Züge auf der Strecke erreichen können, haben zu einer Verkürzung der Fahrzeit auf der Strecke um 16 Minuten in einem Jahrhundert geführt, die sich auf 27 Minuten erhöht, wenn man die schnellen Regionalzüge berücksichtigt. Außerdem wurde die Anzahl der täglichen Fahrten von 12 auf 29 pro Richtung erhöht.

## Fahrzeuge
Das verwendete Zugmaterial besteht hauptsächlich aus E.464-Lokomotiven mit Vivalto-Wagen oder MDVC/MDVE-Wagen, aber auch aus ETR 324/425-Elektrotriebwagen und ETR 521/621-Elektrotriebwagen, die im Laufe der Zeit die Niederflurwagen ersetzt haben. Außerdem gibt es noch Dieseltriebwagen wie die ALn 663, ALn 668, ALn 501-502, ATR 220 und D.445-Lokomotiven, die die erwähnten MDVC/MDVE-Wagen auf der Strecke Florenz-Empoli-Siena transportieren. Für die Nahverkehrsabschnitte werden im Raum Pisa Elektrotriebzüge des Typs ETR 324/425 und im Raum Florenz Elektrotriebzüge des Typs ETR 104 eingesetzt.
Neben Regionalzügen wird die Strecke auch von Frecciargento-Hochgeschwindigkeitszügen (mit ETR.485) auf der Verbindung Genua-La Spezia-Pisa-Florenz-Rom befahren.
Seit dem 12. September 2022 wird der Bahnhof Firenze Porta al Prato nicht mehr von Zügen angefahren, um die Sanierung des Geländes und den Bau der zukünftigen Linie 4 der florentinischen Straßenbahn zu ermöglichen, die Le Piagge mit Porta al Prato über die stillgelegte Eisenbahnnebenstrecke verbinden wird.